# 西坑水库 (恩平)
西坑水库，位于广东省江門恩平市牛江镇境内，是潭江支流莲塘水上游的一座多年调节中型水库。水库工程于1958年1月动工兴建，1963年4月工程完工，1970年11月建成坝后电站，1990年进行除险加固。水库控制流域面积76.1平方千米，总库容6756万立方米。主坝位于牛江镇莲塘村西坑新村，为水中填土均质坝，坝长286米，最大坝高42.75米。水库电站装机容量1200千瓦，年发均电量406万千瓦时。水库的建成能够保护下游耕地约5667万亩，人口6.93万人，年供水946万立方米，灌溉农田4800公顷。